# Julia Kröger
Julia Kröger (Hamburgo, 4 de agosto de 1988) es una deportista alemana que compitió en remo. Ganó una medalla de oro en el Campeonato Mundial de Remo de 2009, en la prueba de cuatro scull ligero.

## Palmarés internacional
| Campeonato Mundial | Campeonato Mundial | Campeonato Mundial | Campeonato Mundial  |
| Año                | Lugar              | Medalla            | Prueba              |
| ------------------ | ------------------ | ------------------ | ------------------- |
| 2009               | Poznań (Polonia)   | Medalla de oro     | Cuatro scull ligero |